# Erwin Huber (Bildhauer)

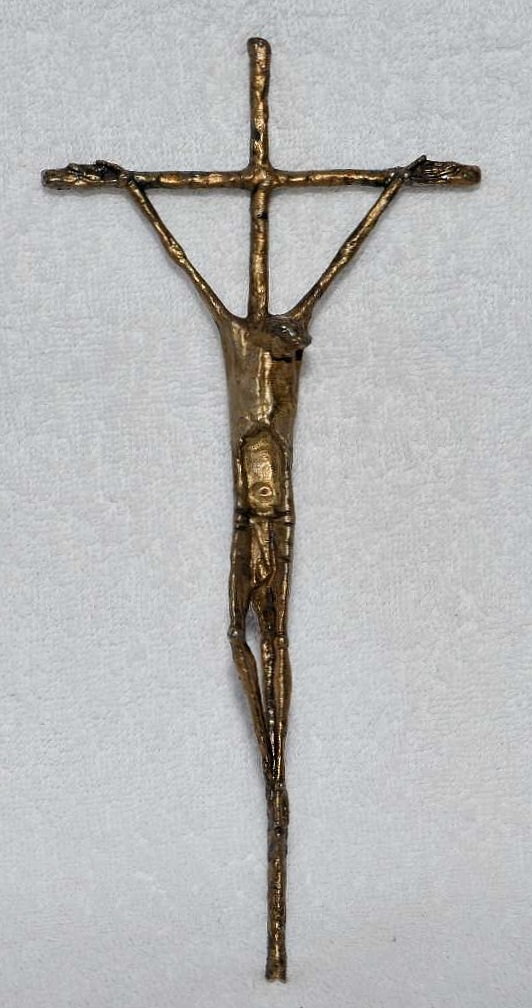
Kruzifix zum Österreichischen Katholikentag 1983

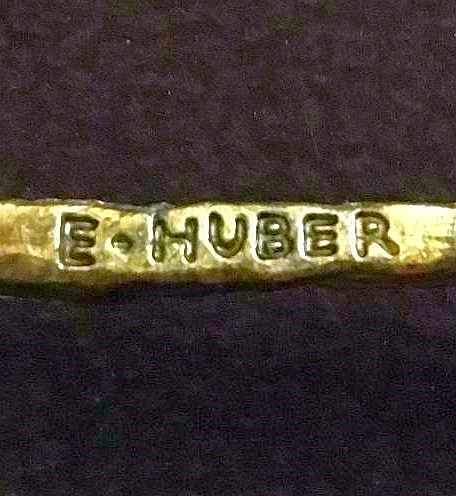
Signatur Erwin Huber

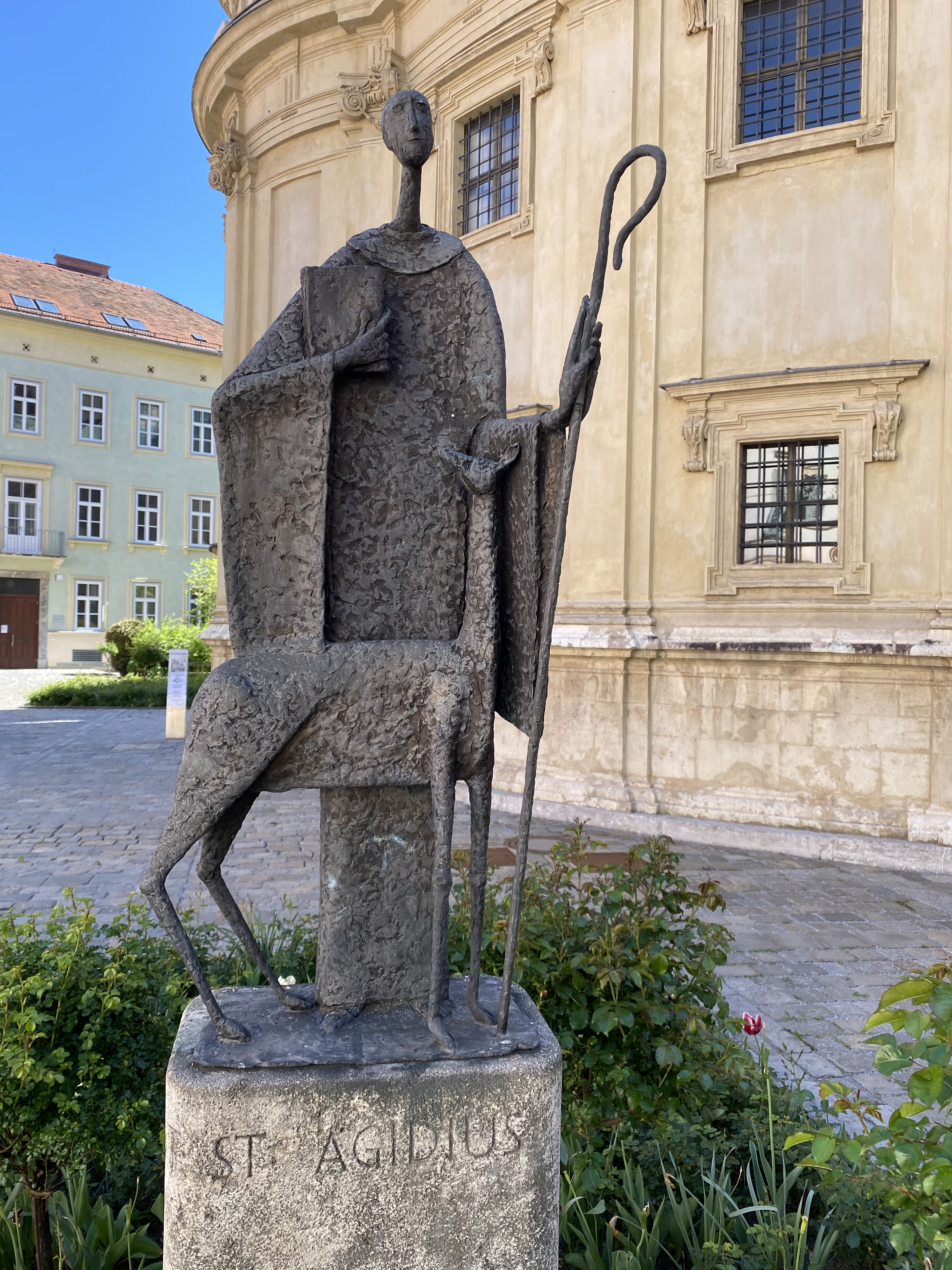
St. Ägidius (1997, öffentlich aufgestellt vor dem Grazer Dom als Schutzpatron des Doms und der Stadt). Bronze, 100 cm hoch.

Erwin Huber (* 18. Mai 1929 in Graz; † 27. April 2006 ebenda) war ein österreichischer Bildhauer.

## Karriere
Erwin Huber absolvierte zunächst von 1943 bis 1946 die Fachschulklasse für Holz- und Steinbildhauerei an der Kunstgewerbeschule Graz bei Wilhelm Gösser, Walter Ritter und Alexander Silveri. Schon während seiner Ausbildung an der Kunstgewerbeschule nahm die Künstlerpersönlichkeit Wilhelm Gössler den talentierten Schüler Erwin Huber in sein Atelier als Helfer auf, der ihm bei der Bildhauerarbeit zur Hand ging. Nach seiner Ausbildung arbeitete er in der Restaurier- und Bildhauerwerkstatt von Peter Neuböck. Erst nachdem er die klassische Arbeit des Bildhauers erlernt und mit ausreichend Praxis umgesetzt hatte, begann er sich der modernen Bildhauerei zu widmen. Der Grazer Kunsthistoriker Wilfried Skreiner nannte es „eine sensible Abstraktion“ die Erwin Huber auszeichnet. Gleichzeitig erkannte Wilfried Skreiner auch expressionistische Tendenzen im Schaffen von Erwin Huber. 
In weiterer Folge nahm Huber an der Sommerakademie in Salzburg teil und besuchte dort sie Bildhauerklasse von Giacomo Manzù. Eingeladen von ihm ging er zur weiteren Ausbildung nach Italien zu Giacomo Manzù und lernte so die Moderne in Italien kennen und vor allem die Arbeiten von Giacomo Manzù als wesentliche Künstlerpersönlichkeit in seinem Werdegang und künstlerische Entwicklung. Seit 1955 war Huber freischaffender Künstler und gehörte dem Kunstverein Werkbund an.
In seinen Arbeiten spiegelt sich hauptsächlich die menschliche Figur wider, die er profan oder sakral darstellte. Eine wesentliche Beachtung galt der Frau. Zusätzlich galt er auch als hervorragender Porträtist. Als solcher hat er wesentliche Persönlichkeiten aus Kunst und Politik porträtiert und sind diese öffentlich aufgestellt. Huber befasste sich sehr stark mit religiösen Themen. Hierfür schuf er u. a. die Kruzifixe für den Steirischen Katholikentag 1981 und den Österreichischen Katholikentag 1983. Mit diesen Entwürfen bzw. Werken hat seine Entwicklung zum eigenständigen Schaffen begonnen und sich über Jahrzehnte fortgesetzt.

## Auszeichnungen
- 1955 Förderungspreis der Stadt Graz
- 1956 Förderungspreis des Unterrichtsministeriums
- 1959 Förderungspreis der Stadt Graz
- 1980 Berufstitel Professor
- 1984 Ehrenmedaille der Landeshauptstadt Graz
- 1989 Österreichisches Ehrenkreuz für Wissenschaft und Kunst
- 1990 Großes Goldenes Ehrenzeichen des Landes Steiermark
- 1999 Vincent-van-Gogh Medaille, Antwerpen
- 1999 Josef-Krainer-Heimatpreis

## Werke
Porträtbüsten u. a. von

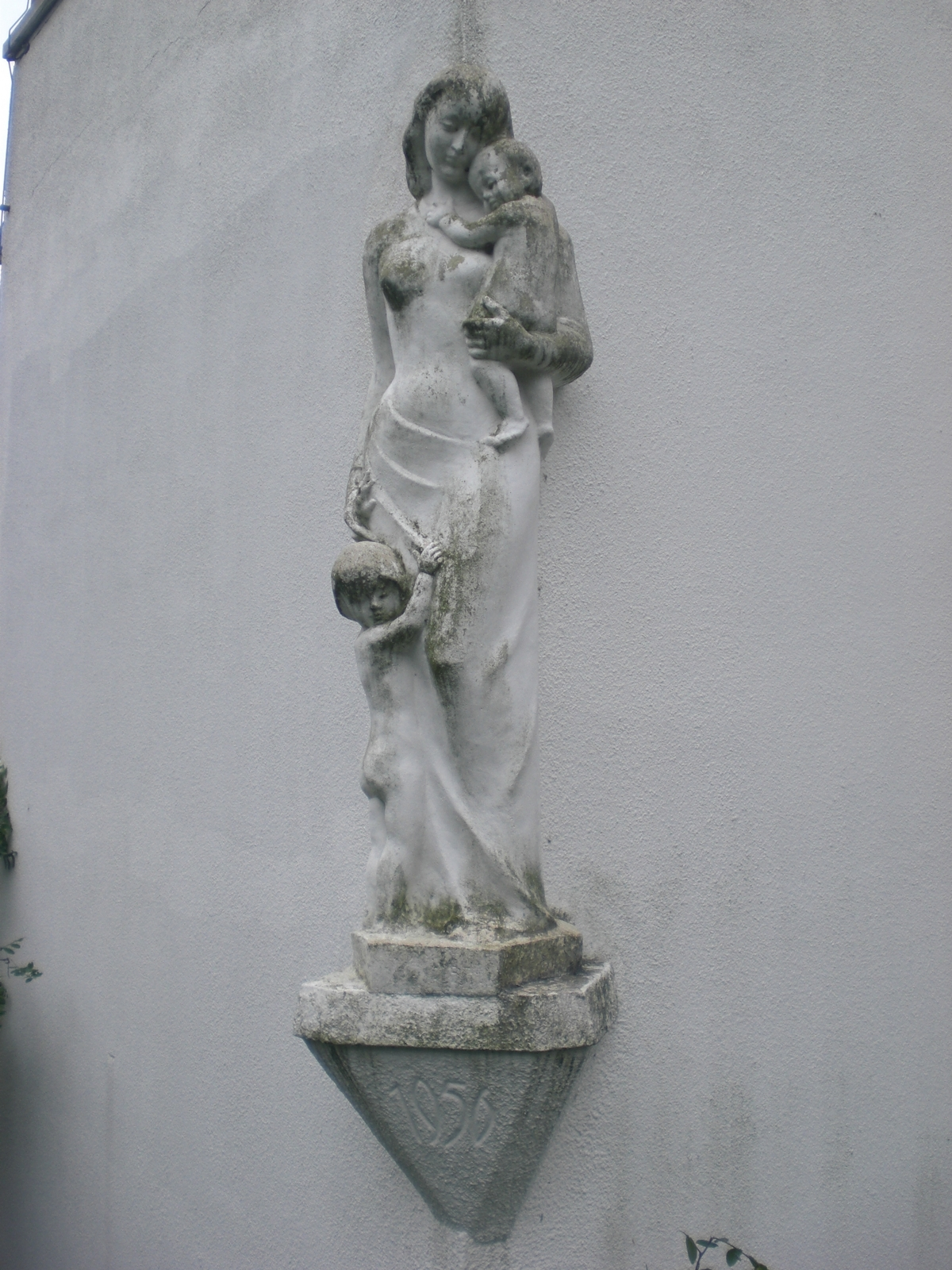
Wandplastik von 1956 am Rosenschlößl in Graz

- Alethea Garber (Bronze) in New York und Graz
- Viktor Geramb (Marmor) im Grazer Heimatsaal
- Stefan Greif (Sandstein)
- Clemens Holzmeister (Bronze)
- Erzherzog Johann in Wien, Palazzo Pitti/Florenz, Peter-Tunner-Park/Leoben
- Papst Johannes Paul II. (Bronze) im Vatikan
- Henry Kissinger (Bronze) in New York
- Hanns Koren (Bronze) im Grazer Stadtpark
- Josef Krainer sen. (Marmor)
- Peter Richard Oberhuber
- Peter Rosegger  (Bronze) in Leoben
- Wilfried Skreiner, ca. 1980, Bronzeguss, Neue Galerie Graz
- Eduard Speck (Bronze) Graz, Oper
- Joseph Stammel (Marmor)
- Alfons Maria Stickler im Vatikan
- Robert Stolz (Kunststein) in Graz-Mariatrost/Privatbesitz
- Hugo Wolf (Marmor) in der Steirischen Ehrengalerie in der Grazer Burg

Kirchentore (Bronze)
- Bischöflichen Gymnasium (ehem. Knabenseminar) in Graz
- Kirche St. Paul/Eisteichsiedlung in Graz
- Kirche St. Peter/Sulmtal
- Kirche Autal

Glocken (Bronze)
- Schmuckreliefs der Glocken im Grazer Dom
- Schmuckreliefs der Glocken der Maria Verkündigungskirche (Graz-Kroisbach)

Sakrale und profane Plastiken
- Brunnenplastik für Baumeister Bittner (Salzburg)
- Christophorus mit Jesusknaben (Bronze), Sobother Bundesstraße (Bezirk Deutschlandsberg)
- Christus (Bronze) in Bad Radkersburg (Friedhof)
- Erzengel Gabriel (Bronze) in Graz-Mariatrost (Steintreppe zur Basilika)
- Evangelist Johannes (Bronze) in Graz-Gries (Johanneskirche)
- Evangelist Johannes in Graz-Mariatrost (Privatbesitz)
- Evangelist Lukas in Graz-Mariatrost (Privatbesitz)
- Grabmal für Baron Boineburg in Graz (Friedhof St. Leonhard)
- Hl. Ägidius (Bronze) in Graz (Bürgergasse, neben Dom)
- Hl. Cäcilia (Bronze) in Graz (Dompfarre)
- Hl. Elisabeth (Holz) und Madonna mit Kind (Holz) in Friesach (Schwestern-Hauskapelle des Deutschordensspitals)
- Hl. Georg (1956) in Kraubath an der Mur (Pfarrkirche hl. Georg)[2]
- Hl. Josef mit Kind (Holz) in Graz-Eggenberg (Anstalt der Barmherzigen Brüder)
- Hl. Nikolaus (Sandstein) in Graz (Joanneumspark)
- Hl. Pampuri (Bronze) in Kainbach
- Hl. Petrus (Bronze) in St. Peter im Sulmtal
- Hl. Vinzenz und Hl. Elisabeth (beide Holz) in Graz (Marienkirche der Lazaristen)
- Kreuzweg (Holzreliefs) in Kainbach bei Graz (Kapelle der Pflegeanstalt der Barmherzigen Brüder)
- Kriegerdenkmal (Sandstein-Pièta) in Deutsch-Goritz
- Mariazeller Madonna (Bronze) im Vatikan
- Korpus (Eisen) am Hochaltar der Kirche Sacré Cœur in Graz
- Stehender Heiland (Holz) in der erweiterten Leonhardkirche in Graz
- Storchenbrunnen (Kunststein) in Bad Tatzmannsdorf
- Taufstein in der Pfarrkirche Edelschrott
- Vier Evangelisten (Stein) für die neue Kapelle im  Bischöflichen Gymnasium in Graz

- Viele weitere Bronzeplastiken (auch Bozetti) und Reliefe (religiös und profan) in Privatbesitz in Graz-Mariatrost

Terracotta
- Terracotten (profan und sakral) in privater Hand
- barock gefasste Madonna mit Kind in Graz-Mariatrost (privat)
- Kunststeingüsse religiöser und profaner Art (Porträt von Robert Stolz in Graz-Mariatrost) in privater Hand
- Grafiken
- Grafiken (Zeichnungen und Entwürfe) in Rötel und Finelinerstift in privater Hand
- Sandsteinplastik (Zwerg in Art von Schloss Hellbrunn/Salzburg) in Graz-Mariatrost (privat)